# 相良サンビーチ

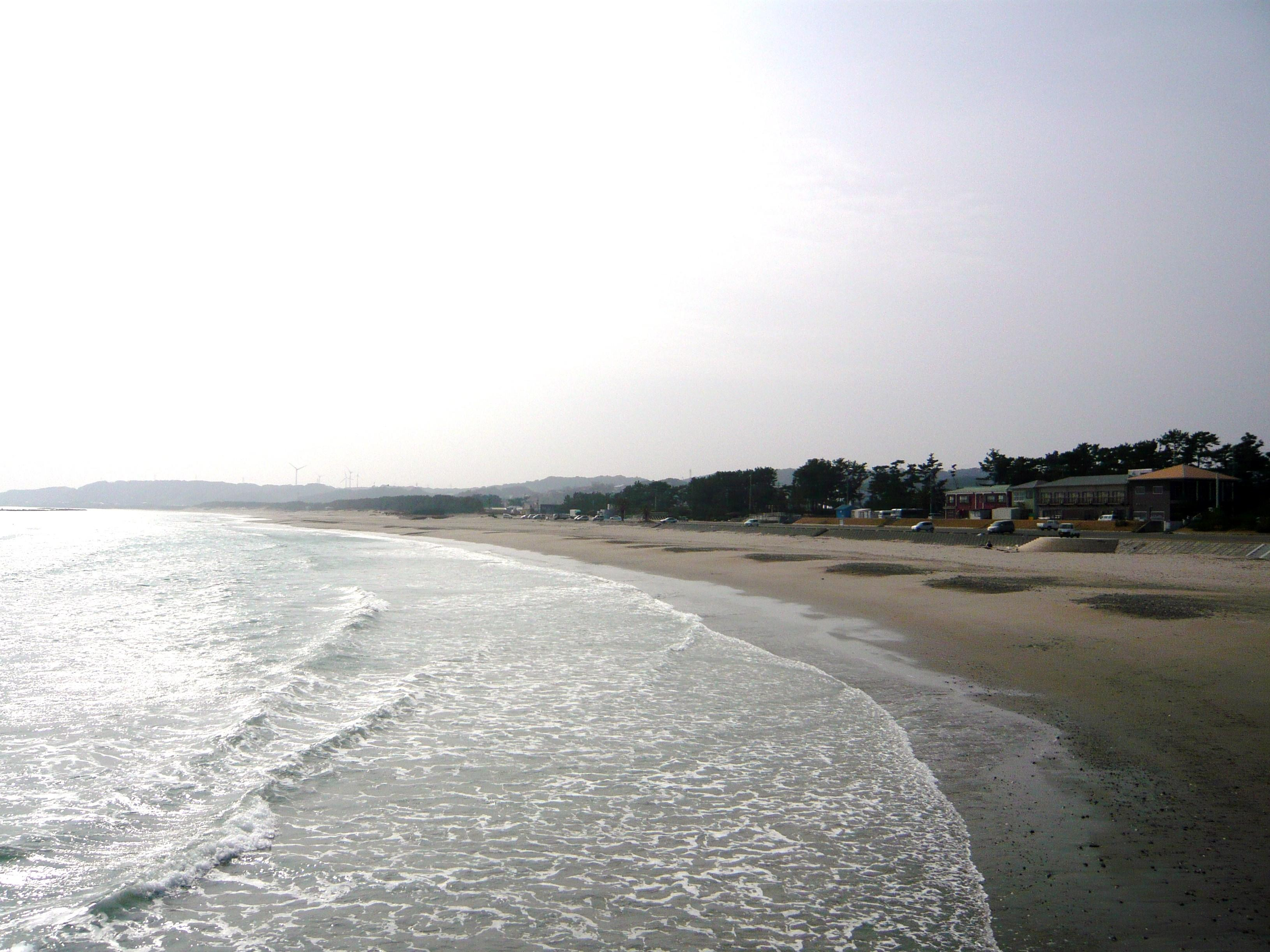

相良サンビーチ（さがら - ）は、静岡県牧之原市（旧・相良町）相良から波津（はづ）にかけての、駿河湾に面した遠浅の海岸である。

## 特徴・特色
背後に防風林として黒松の並木が植林されており、砂浜は幅が広く、砂の肌理（きめ）が細かい。文字通り「白砂青松」の海岸で、毎年7月から8月にかけて、県内外から多くの海水浴客が訪れる。
相良は海の幸、山の幸にも恵まれているが、交通の便が東名高速道路および国道150号など自動車に限られる（鉄道路線が至近には存在しない。なお静岡市の新静岡駅から、高速道路経由の路線バスは数多く運行されている）。このため自動車での所要時間は首都圏からよりも中京圏からの方が近く、首都圏在住者への知名度はあまり高くない。しかし、近年より1日4本の高速バス相良渋谷線の運行が開始された。
宿泊施設は静岡鉄道系のリゾートホテルが1984年に営業を開始しているが、それ以外には民宿とペンションのみで、道の駅やレジャー施設などもなく、地区全体としては観光客の受け入れにあまり積極的でないとみられることもある。

## エピソード
前述のリゾートホテルが営業を開始した前後の1985年夏、地元の観光協会と、地元民放テレビ局の静岡第一テレビ（日本テレビ系）が当年限定の企画として、当地に巨大な「ビーチサイドテラス」（平たく言えば「海の家」）をオープンさせた。しかし、当年の台風5号により、一部が流失するなどのアクシデントにも見舞われた。

## イベント
- 1月1日（元日）:初日。大漁旗を立てた漁船の初出漁がある。
- 4月29日（みどりの日）:草競馬。地域のイベントとしては珍しい行事である。
- 5月3日～5日:たこ合戦
- 6月3日:ジャパンカヤック釣り大会
- 8月10日ころ:相良花火大会

## アクセス
- 東海道新幹線静岡駅から東名高速経由・静岡相良線（1時間に3～4本）で1時間5分、相良営業所下車、徒歩5分。
- 東名高速道路・相良牧之原ICから約7km